# La notte dei morti viventi (film 1990)
La notte dei morti viventi (Night of the Living Dead) è un film horror statunitense del 1990 diretto da Tom Savini. È il remake del film omonimo del 1968 di George A. Romero. Il film vede come uno dei protagonisti assoluti l'attore afro-americano Tony Todd.

## Trama
Barbara e suo fratello Johnny stanno andando in un cimitero per andare a trovare la loro madre, defunta da tempo. Durante il tragitto Johnny scherza allegramente con la sorella dicendo che i morti torneranno e la prenderanno, ma arrivati alla tomba notano un uomo in lontananza avvicinarsi; mentre Johnny continua a scherzare sopraggiunge l'uomo che cerca di aggredire Barbara. Johnny interviene nel tentativo di fermarlo, ma resta ucciso nella colluttazione sbattendo la testa contro una tomba, nonostante l'aggressore sia lento e impacciato. Barbara fugge e raggiunge la sua macchina chiudendovisi dentro. A questo punto sopraggiunge un altro uomo che tenta di sfondare il finestrino della vettura. Barbara cerca le chiavi, ma si ricorda che le aveva Johnny. Mentre sta pensando a ciò, uno dei due esseri sfonda il finestrino e cerca di afferrarla,  ma quest'ultima, appena in tempo, toglie la marcia e precipita giù per la collina sbattendo contro un albero. Appena esce dalla macchina nota che i due esseri in lontananza si avvicinano e mentre si mette a correre, cercando di scappare da loro, vede una casa e si rifugia dentro. Una volta entrata, viene assalita da altri due esseri simili ai precedenti. Quando sembra arrivata la fine per lei, viene fortunatamente salvata da un uomo che sopraggiunge su un furgoncino investendo un altro di quegli esseri che si stava avvicinando. Appena entrato uccide con un piede di porco che aveva portato con sé i due uomini che avevano attaccato Barbara (compreso quello che aveva investito perché si muoveva ancora), mentre lei uccide l'altro essere che l'aveva assalita con un bastone di ferro; dopo averla salvata l'uomo le racconta di chiamarsi Ben e che il furgoncino con cui è venuto è a corto di benzina. Pertanto, non possono lasciare la casa per il momento. Ben sa anche cosa sono quegli esseri. Sono uomini morti, anche se il cervello permette loro di andare in giro con un solo scopo: nutrirsi di esseri viventi, persino di esseri umani. Racconta a Barbara che prima di scappare col furgoncino lavorava in una pizzeria; poi sopraggiunsero questi zombie che devastarono il locale e uccisero un suo amico che lavorava con lui. Prima di essere ucciso, questo ragazzo sparò trenta colpi di fucile nel petto di uno zombie che, nonostante ciò, continuava a muoversi. Solo dopo averlo colpito alla testa l'essere cadde a terra morto, perciò da questo, ha intuito che quello è il loro punto debole e che è l'unico modo per ucciderli. Ben incoraggia Barbara dicendole che ha dimostrato di essere una donna forte e se vuole sopravvivere deve continuare a esserlo; così organizza insieme a lei una difesa contro gli zombie che stanno aumentando e circondando la casa.
Ben scopre che le linee telefoniche sono staccate e trova un fucile al piano di sopra, a fianco di un uomo divorato vivo dai due zombie che avevano ucciso precedentemente. Ben nota che gli zombie stanno aumentando e che stanno circondando lentamente la casa. Nel frattempo altri due uomini, di cui uno ha un fucile, sbucano dal magazzino di sotto: si tratta di Tom e Harry Cooper. Tom racconta che è venuto con la fidanzata, Judy Rose, e che quella è la casa dello zio, mentre Harry è venuto con la moglie Helen e la figlioletta Sarah che è stata morsa da uno zombie. Fin dall'inizio, Ben e Harry non vanno molto d'accordo a causa delle opinioni discordanti in merito a come difendersi. Secondo Harry l'idea migliore per salvarsi è rifugiarsi in cantina, mentre Ben pensa che sia meglio barricarsi in casa con porte e finestre sprangate. Harry e la moglie decidono di restare chiusi in cantina con la figlia, mentre gli altri inchiodano le finestre. Intanto Tom racconta che a poca distanza dalla casa, fra gli edifici annessi, c'è un distributore di benzina, chiuso da tempo, che si potrebbe aprire con le chiavi dello zio, che dovrebbero trovarsi da qualche parte, nell'abitazione. Helen non ce la fa più a stare rinchiusa in cantina, e decide di uscire per aiutare gli altri nella ricerca di queste chiavi. Col proseguire del tempo, il rapporto tra Ben e Harry peggiora sempre di più finché per sbaglio i due fanno cadere un televisore che Harry aveva trovato al piano di sopra, fracassandolo. I due arrivano quasi alle mani, ma vengono fermati da Judy, che riesce a calmarli. Tom intuisce che le chiavi per aprire il distributore del gasolio sono nella tuta dello zio, ucciso da Ben e Barbara precedentemente. Prese le chiavi e usciti di casa, Barbara scorge tra gli zombie l'assassino di suo fratello Johnny e in preda alla collera gli spara.
Più tardi Ben organizza un piano: lui e Tom armati di fucile e torcia prenderanno il furgoncino e raggiungeranno il distributore, mentre Barbara resterà in casa a fare la guardia con un altro fucile. Con loro andrà anche Judy, data la sua abilità nel guidare. Il piano sembra procedere bene, infatti Ben scopre che le creature temono il fuoco e riesce a tenerle occupate, però cade dal camioncino durante una manovra mentre questo prosegue verso la pompa di carburante. Quando Tom e Judy raggiungono il distributore, scoprono che le chiavi che avevano trovato addosso allo zio erano quelle sbagliate. Tom, a causa del nervosismo, cercando di far saltare il lucchetto finisce per sparare al serbatoio, che prende fuoco; Tom e Judy rimangono uccisi dall'esplosione seguita alle fiamme e i loro resti bruciati vengono divorati dagli zombie. Ormai ogni speranza sembra persa: Ben è rimasto fuori da solo contro gli zombie, mentre Barbara viene assalita da Harry che voleva impossessarsi del suo fucile. Intanto Helen viene uccisa in cantina da Sarah, ormai diventata anche lei una zombie. Harry riesce a impossessarsi del fucile, ma consuma tutti i colpi sparando inutilmente alle mani delle creature mentre Barbara, catturata dagli zombie, riesce a liberarsi. Intanto Ben riesce miracolosamente a raggiungere la casa e cerca di salvare Barbara dagli zombie, ormai riusciti a sfondare finestre e porte. Harry, paralizzato dal terrore non li aiuta, ma in quel momento Sarah sopraggiunge e Ben ordina a Harry di spararle prima che lo morda. Vedendo che l'uomo resta paralizzato tenta di farlo lui, ma prima di riuscire a premere il grilletto della pistola viene colpito alla spalla da Harry, il quale ha ricaricato il fucile; Ben, ormai colmo di rabbia, spara a sua volta ad Harry, il quale, ferito a sua volta, si rifugia in una soffitta nascosta al piano di sopra. Ben morente ordina a Barbara, l'unica rimasta illesa, di scappare più lontano possibile a cercare aiuto approfittando della lentezza nel camminare degli zombie. Barbara promette di ritornare appena possibile e scappa, lasciando Ben ferito in preda alle creature che sono ormai penetrate all'interno della casa.
Fortunatamente Ben riesce a rifugiarsi in cantina, dove trova Helen che tenta di divorarlo. Per difendersi dalla donna è costretto a ucciderla con l'ultimo colpo rimasto nel revolver. A Ben non resta altro da fare che stare in quella cantina ad ascoltare i versi e i rumori delle creature affamate di carne umana. Nel frattempo riesce ad accendere una radiolina che ha trovato e a sentire un comunicato delle forze di polizia, dal quale apprende che gli esseri che stanno invadendo la città sono morti, ma a causa di un virus sono resuscitati e vagano con l'unico scopo di nutrirsi di carne umana. L'unico modo di ucciderli definitivamente è sparare loro alla testa. Ben se la ride perché sapeva già tutto e anche perché sa che ormai è troppo tardi. In più, sopra al tavolo, trova il vero mazzo di chiavi del gasolio e se la ride ancora di più, sapendo che Tom e Judy sono morti inutilmente. Intanto Barbara, sfuggita agli zombie, trova sul retro di un furgone alcuni cadaveri completamente divorati, tra i quali quello di Johnny. In quel momento, un gruppo di persone armate di fucile le presta soccorso. La mattina dopo Barbara si sveglia su una macchina e appena scende vede che il gruppo di persone che l'aveva salvata e medicata la notte precedente era penetrato in casa e aveva ucciso tutte le creature, divertendosi a impiccarle e a colpirle con delle pietre, mentre altri le raggruppavano in mucchio dando loro fuoco. Barbara si precipita subito nella casa e la trova completamente sottosopra. Intanto due uomini forzano la porta della cantina con una motosega e appena riescono a sfondarla ne esce Ben, diventato anche lui uno zombie. Barbara piange mentre gli uomini gli sparano, uccidendolo. Subito dopo, dalle scale spunta Harry, incredibilmente sopravvissuto al massacro grazie al fatto di essere rimasto rintanato tutta la notte nella soffitta al piano di sopra. La cosa suscita una rabbia enorme in Barbara che lo uccide per vendicare Ben, ferito a morte da Harry. Barbara resta l'unica sopravvissuta all'assedio degli zombie, anche se si ricorderà per sempre gli orrori passati in quella casa la notte precedente.

## Produzione
Il film venne gestito dalla stessa équipe del film originale, con l'eccezione che la regia venne affidata al creatore di effetti speciali Tom Savini, che ha originariamente sottoscritto con la speranza di fare da truccatore in quanto non era in grado di farlo ai tempi del film originale. George A. Romero servì come produttore per il remake, e reclutò alcuni fonici del film originale.
Laurence Fishburne, Ving Rhames e Eriq La Salle erano tutti considerati per il ruolo di Ben. Successivamente, Rhames avrebbe interpretato il ruolo di protagonista in L'alba dei morti viventi, remake del film Zombi.
Per evitare un X rating, Savini dovette tagliare diverse scene dal film, alcune di queste sono incluse nel DVD.
Come nel film originale, il termine "zombi" non è mai usato per descrivere i morti viventi.

## Omaggi al film del 1968
- La scena finale con gli zombi appesi all'albero è un omaggio al taglio che fu imposto al film del 1968. In effetti quella scena era prevista nel film di Romero ma le tensioni razziali dei tempi hanno fatto in modo che si optasse per tagliare quella scena[1].
- Quando Sarah morde la madre sul collo, uno schizzo di sangue macchia una zappetta da giardinaggio. Questo è un riferimento al film originale del 1968, nel quale la figlia uccideva la madre con quell'oggetto da giardinaggio[1].